# Microsoft Dynamics AX
Microsoft Dynamics AX  — одно из программных решений корпорации Microsoft, сейчас именуемое - Dynamics 365, для автоматизации управления предприятием (ERP-систем), поставляемых подразделением Microsoft Dynamics. Система была разработана для среднего и крупного сегментов бизнеса и предоставляет функции финансового менеджмента, бизнес-анализа, управления процессами производства. 

## История
Решение, которое было заложено в основу Microsoft Dynamics AX, изначально было разработано датской компанией Damgaard Data A/S братьев Эрика и Пребена Дамгоров под названием Axapta. Первая версия системы была представлена в Дании и США в марте 1998 года.
В 2000 году произошло слияние компании Damgaard с другой датской компанией Navision Software A/S. Объединённые компании изначально получили название Navision Damgaard, а затем название было изменено на Navision A/S. Летом 2003 года корпорация Microsoft завершила покупку объединённой компании, а программный продукт был переименован в Microsoft Dynamics AX.
В сентябре 2011 года Microsoft объявила о выпуске новой версии AX 2012. На сегодняшний день система действует в 24 странах и на 23 языках.

## Версии[4]
| Версия                        | Дата релиза  | Описание |
| ----------------------------- | ------------ | --- |
| Dynamics AX 2012 R3           | Июнь 2014    | В Microsoft Dynamics Lifecycle Services Среды, размещенные в облаке является новым средством, которое можно использовать для развертывания среды Microsoft Dynamics AX 2012 R3 в Microsoft Azure. Добавлено множество доработок по функционалу розничных продаж, закупки и обработки вызовов.                                                                         |
| Dynamics AX 2012 R2           | Декабрь 2012 | В версии была улучшена поддержка SQL Server 2012 и SharePoint 2013, а также дополнительных языков и рынков (38 в сумме). |
| Dynamics AX 2012 Feature Pack | Февраль 2012 | Пакет добавил дополнительные решения к существующему модулю Розничной торговли (Retail). |
| Dynamics AX 2012              | Август 2011  | В релиз вошли улучшения пользовательского интерфейса и специализированные решения для Процесса производства (Process Manufacturing), Профессиональных услуг (Professional Services), и организаций Государственного сектора (Public Sector). Версия также включила поддержку SharePoint 2010, Visual Studio 2010 и SQL Server 2008 R2.                                |
| Dynamics AX 2009              | Июнь 2008    | В этой версии были добавлены пакеты на основе роли как для Enterprise Portal, так и для клиентов Windows, появилась поддержка часовых поясов (UTC), новая система инвентаризации сайта и возможность развития Enterprise Portal через проекты Visual Studio. |
| Dynamics AX 4.0               | Март 2006    | Седьмой релиз был разработан с использованием нового интерфейса и интегрирован с существующими технологиями Microsoft. Например, AOS стал приложением Windows, появилась поддержка .NET, совместимость CLR и возможность обмена данными XML с помощью набора класса кодов.                                                                                            |
| Axapta 3.0                    | Октябрь 2002 | К шестому релизу был добавлен Microsoft Axapta Enterprise Portal, обновленная функциональность для совместной работы, актуализированная и перестроенная система пользовательской безопасности и конфигурации системы, расширение географического покрытия, модуль планирования спроса и улучшенные инструменты для управления продуктивностью деятельности партнеров. |
| Axapta 2.5 Market Pack        | Октябрь 2001 | Релиз был выпущен в Италии и Франции и включил в себя модуль Управление взаимоотношениями с клиентами (Customer Relationship Management module), Платежный шлюз (Commerce Gateway) и Конфигуратор продукции (Product Builder). |
| Axapta 2.5                    | Декабрь 2000 | Пятый релиз был дополнен полным набором инструментов для разработки веб-приложений. Был добавлен Проектный модуль, Банкинг и OLAP. Релиз вышел в Дании, Австрии и Великобритании. |
| Axapta 2.1                    | Январь 2000  | Отличительной новой чертой продукта является добавление новых веб-инструментов Customer Self-Service (CSS), которые стали прообразом Enterprise Portal. Axapta 2.1 SP3 (Service Pack 3), AOS (Axapta Object Server) стала первой трёхуровневой ERP-системой, представленной на рынке.                                                                                 |
| Axapta 2.0                    | Июль 1999    | Из функций были добавлены модуль Учёта по проекту (Project Accounting), Управление складом (Warehouse Management; WMS), Внешний модуль OLAP, пакет Option Pack, поддержка ActiveX, COM-соединение и досрочный релиз Axapta Object Server, который позволил перевести некоторые операции с клиентской части на отдельный сервер.                                       |
| Axapta 1.5                    | Ноябрь 1998  | Версия была выпущена в Норвегии, Швеции, Германии, Великобритании, Нидерландах, Австрии, Швейцарии, Бельгии, Испании и Европейском Союзе в ноябре 1998 года. |
| Axapta 1.0                    | Март 1998    | Версия поддерживала серверы баз данных Microsoft SQL Server и Oracle, обеспечивала функции управление финансами, товарооборотом, снабжением, логистикой и производством. |

## Функции
Система охватывает, например, такие области менеджмента, как: 
- Управление производством;
- Управление дистрибуцией в сложных цепочках поставок;
- Управление розничными сетями (индустриальное решение Dynamics AX for Retail);
- Управление финансами, включая учёт по различным стандартам в холдинговых структурах;
- Управление проектной деятельностью и сервисным обслуживанием;
- Контроль и анализ бизнеса, соответствие корпоративным политикам;
- Управление продажами, маркетингом, взаимоотношениями  с клиентами;
- Управление персоналом.

Решение обеспечивает возможность работы в режиме дискретного, процессного и бережливого производства одновременно, а также проводить территориально-распределённое планирование и управление цехом.
В сфере розничной торговли  Microsoft Dynamics AX 2012 объединяет торговые операции и бэк-офис, таким образом, в единой системе управления представлены решения для торговых терминалов (POS), управления торговлей по всем каналам продаж, управления магазинами и мерчендайзингом.
Для поддержки бизнеса международного масштаба Microsoft Dynamics AX 2012 реализует управление цепочками поставок в территориально – распределённых структурах и позволяет проводить масштабирование бизнеса. Возможности в области дистрибуции включают управление складами, планирование цепочек поставок, управление заказами продажи, продуктовой информацией, закупками и снабжением.
К ключевым возможностям системы по предоставлению профессиональных услуг принадлежат управление и учёт в разрезе проектов, бюджетирование и контроль по проектам, сервисы для проектной команды, управление взаимоотношениями с клиентами. Компании государственного сектора могут также использовать систему для управления грантами и финансового учёта по многолетним проектам, бюджетного контроля, финансового учёта в разрезе фондов и учёта обязательств и обременений.

## Особенности
Система обладает набором инструментов для управления основными бизнес-процессами крупных предприятий:
- Управление запасами, дистрибуцией и производством по стандарту MRP-2;
- Управление корпоративными финансами с учётом требований российского законодательства (рекомендовано Министерством финансов и сертифицировано Институтом Профессиональных Бухгалтеров России);
- Расширенные функции управления: HCM, CRM, Управление по целям и показателям.

## Архитектура
На серверах устанавливаются следующие компоненты Microsoft Dynamics AX: 
- Базы данных, которые хранят данные Microsoft Dynamics AX;
- Файл-сервер, который хранит файлы приложения Microsoft Dynamics AX (в AX2012 файлы приложения хранятся в базе данных);
- Сервер объектов приложения (Application Object Server, AOS).
- Корпоративный портал (Enterprise Portal).
- Корпоративные поисковые инструменты (Enterprise Search).
- Сервер справки (Help Server).
- Дополнительные компоненты служб отчётов Microsoft SQL Server Reporting Services.
- Конфигурация служб Microsoft SQL Server Analysis Services.
- Веб-сервисы IIS.
- Прокси-сервер синхронизации для Microsoft Project.
- Служба синхронизации для Microsoft Project.
- Программы управления[5][6].

Схема технологической архитектуры Microsoft Dynamics AX

Microsoft Dynamics AX 2012 позволяет выбрать эффективную конфигурацию, учитывающую характеристики каналов связи, архитектуру серверов и рабочих станций: трёхуровневую конфигурацию, работу через Интернет или терминальный доступ, использование виртуализации приложений.